# فیلاچیانو
فیلاچیانو (به ایتالیایی: Filacciano) یک کومونه در ایتالیا است که در استان رم واقع شده‌است.

## خصوصیات
فیلاچیانو ۵٫۷ کیلومترمربع مساحت و ۵۴۰ نفر جمعیت دارد و ۱۹۷ متر بالاتر از سطح دریا واقع شده‌است.

## خواهرخوانده
شهر یاش خواهرخواندهٔ فیلاچیانو هست.